# Chica vampiro
Chica vampiro è una telenovela colombiana per ragazzi, trasmessa sui canali Televideo Internacional, RCN Televisiòn, e su Nickelodeon dal 14 maggio al 5 novembre 2013, e diffusa in 15 nazioni del mondo.
La serie ha avuto successo principalmente in Colombia, Italia e Paesi Bassi.
È stata creata da Marcela Citterio, l'autrice delle telenovele Il mondo di Patty e Incorreggibili. In Italia è stata trasmessa sulla rete televisiva Boing dal 31 ottobre 2013 al 5 maggio 2014.
Nel 2019 è stato anche caricato sulla piattaforma di Netflix, per poi essere successivamente rimossa dal 6 agosto 2021.
Nel 2021, Super! manda in onda una spot annunciando che la serie sarebbe stata trasmessa dal 4 ottobre, ma la programmazione viene rinviata e la serie viene trasmessa sul canale a partire da lunedì 10 gennaio 2022. Sul canale, la serie viene divisa in due stagioni, ciascuna composta da 60 episodi.

## Trama
Daisy O'Brian è una ragazza diversa dalle altre perché i genitori e i nonni materni sono vampiri. Nel giorno del suo sedicesimo compleanno, mentre si reca a un appuntamento con il ragazzo dei suoi sogni, Max, Daisy viene investita da un camion e finisce in ospedale. Le sue condizioni sono critiche e le restano poche ore di vita, così i suoi genitori per evitare che Daisy muoia decidono di morderla per darle la vita eterna. Diventata un vampiro contro la sua volontà, la vita di Daisy cambia totalmente mentre cerca di non svelare la sua nuova natura. Dovrà rinunciare a Max, pur continuando ad amarlo ancora e nonostante le difficoltà nel corso della serie riuscirà a fidanzarsi con quest'ultimo. La vita di Daisy sarà un continuo boom di emozioni (dei rivali, delle incertezze, delle scoperte e degli amori), ma alla fine Daisy riuscirà a fare sempre la cosa giusta, molte volte grazie all'aiuto dei suoi amici, dei genitori e solo alla fine quando il peggio stava per arrivare Daisy riesce finalmente a realizzare il suo sogno d'amore con Max, mordendolo e vivendo con lui per l'eternità.

## Personaggi e interpreti
- Daisy O'Brian, interpretata da Greeicy Rendón, doppiata da Gaia Bolognesi.[6]
È la protagonista della serie. Ha appena compiuto 16 anni. Ama cantare e ballare, e sogna di recitare in un musical. Dopo essere stata investita da un camion, i suoi genitori vampiri la mordono per salvarla dalla morte; dopo essere stata morsa la sua vita cambierà per sempre. Sarà molto difficile adattarsi alla sua vita da vampiro, poiché innamorata di Max, un umano, e non potendogli rivelare la sua natura vampira per paura della reazione del ragazzo, sorgeranno molti malintesi. Morde Max nell'ultima puntata. Il suo potere da vampiro è l'invisibilità, che viene attivato battendo due volte le mani.
- Max De La Torre, interpretato da Santiago Talledo, doppiato da Alessio De Filippis.[6]
Ha 17 anni e ama cantare e ballare; è considerato il ragazzo più bello della scuola. Il suo unico amore è Daisy, con la quale si sente insicuro e nervoso: ignaro dal fatto che lei è diventata una ragazza vampiro, tra loro sorgono moltissimi malintesi, ma nonostante ciò finiranno per fidanzarsi. Nell'episodio 101-102 si trasformerà in un vampiro e il suo potere sarà fermare i movimenti delle persone e muoverli a suo piacimento; tornerà poi normale. Viene morso da Daisy nell'ultimo episodio della prima stagione e si convertirà in un vampiro definitivamente.
- Marilyn Garcés, interpretata da Lorena García e doppiata da Emanuela Damasio.[6]
Ha 16 anni ed è in competizione con Daisy per l'amore di Max. È sleale, bugiarda ed è convinta che debba essere lei la più popolare. È la migliore amica di Belinda, che sfrutta senza riserve. La sua band si chiama "Marilyn e i suoi Anonimi". In un certo punto della serie si alleerà con Daisy e per un certo periodo di tempo diventeranno grandi amiche, per poi ritornare però enormi nemiche. Nell'episodio 101-102 si trasformerà in un vampiro e il suo potere sarà lo stesso di Daisy: l'invisibilità. Dopo aver scoperto il segreto degli O'Brian, li denuncia. Nell'ultimo episodio confesserà a sua madre, a Benjamin, a Belinda e a Pericle che è stata lei a tradire i vampiri e per ciò viene abbandonata.
- Lucía Barragán, interpretata da Estefany Escobar, doppiata da Eleonora Reti.[6]
È la migliore amica e confidente di Daisy. Ha 16 anni e confonde facilmente le parole. È la sola a conoscere il segreto di Daisy e della sua famiglia, il più delle volte può apparire un po' scontrosa e nervosa, molto spesso i soli motivi sono la sua insicurezza e la sua gelosia, dovute al suo amore per il vampiro Mirco Vladimoff. Adora i vampiri e sa tutto su di loro; la sua stanza è piena di poster e libri sui vampiri e spera, un giorno, di diventare a sua volta un vampiro. S'innamora di Mirco a prima vista e verso la fine della serie si fidanzerà con lui, cercando in ogni modo di farsi mordere, ma nonostante ciò non verrà mai morsa; malgrado ciò aspetterà, sperando che Mirco un giorno mantenga la sua promessa.
- Mirco Vladimoff, interpretato da Eduardo Pérez Martinez, doppiato da Daniele Raffaeli.[6]
È molto famoso nel mondo vampiro, poiché star della musica rock. Ha 251 anni ma mantiene l'aspetto di un diciassettenne. All'inizio è molto innamorato di Daisy e per quasi metà della serie cerca di conquistarla, invano; quindi deciderà di tentare con Marylin: noterà però che con lei non gli spuntano i canini e capirà che lei non è quella giusta. Lucia, in seguito, gli mostrerà il suo collo: a Mirco spunteranno i canini e, lentamente, capirà di essere innamorato di lei. Nonostante ciò, non la morderà, ma le prometterà che un giorno l'avrebbe fatto. Il suo potere vampiro è la capacità di togliere temporaneamente i cinque sensi alle persone, anche singolarmente.
- Ulisse O'Brian, interpretato da Juan Pablo Obregón, doppiato da Simone Mori.[6]
È il padre di Daisy e Vincent ed è sposato con Ana, una vampira che incontrò 300 anni prima quando era ancora un mortale. Esteriormente sembra molto scontroso, quando in realtà sa essere molto dolce. È uno scienziato, e fu lui a inventare tutti i prodotti che permettono ai vampiri di vivere nel mondo umano: per questo è molto rispettato. Il suo potere vampiro è l'ipnosi, usato la maggior parte delle volte quando viene infastidito. Odia la relazione tra sua figlia e Max, che ostacola quando ne ha la possibilità. Spesso infastidisce i suoi suoceri. Passa tutto il tempo nel suo laboratorio, insieme alla sua socia ed ex fidanzata, Caterina.
- Ana McLaren, interpretata da Jacqueline Arenal, doppiata da Monica Gravina.[6]
È la mamma di Daisy e Vincent, sposata con Ulisse e vampira da oltre 400 anni. Odia la routine e inventa sempre qualcosa per distrarsi. È la dentista dei vampiri che vivono nel mondo umano e il suo potere è la telecinesi. Perennemente gelosa di suo marito e del suo rapporto con Caterina, riesce a sorvegliarlo 24 ore su 24. Nell'ultimo episodio, lei e Caterina diventeranno nuovamente migliori amiche.
- Belinda De La Torre, interpretata da Vanessa Blandón doppiata da Monica Volpe.[6]
È la sorella di Max e ha 16 anni. È molto insicura e ha poca autostima, e per questo viene facilmente manipolata da Marilyn. È innamorata di Alejandro e si fidanzerà con lui, ma quando scoprirà che anche lui è diventato un vampiro e che deve tornare nel Mondo-Vampiro, soffrirà molto. Negli episodi 101-102 diventa una vampira e il suo potere è quello di far dimenticare le cose alle persone, nonostante ciò ritornerà umana.
- Alejandro Corchero, interpretato da David Prada. Doppiato da Lorenzo De Angelis.[6]
Ha 16 anni ed è il migliore amico di Max, nonostante non gli vada a genio il fatto che lui pensi e parli costantemente di Daisy. Suona la batteria. Alla festa di Halloween verrà morso da Isadora e diventerà a sua volta un vampiro. Il suo potere è quello di trasformarsi in ogni oggetto inanimato facendo uno starnuto. È innamorato di Belinda, la sorella del suo migliore amico. S'innamorerà successivamente di Zaira e Isadora, ma in seguito deciderà di restare con Belinda. Nell'ultimo episodio tornerà nel Mondo-Vampiro e per ciò Belinda soffrirà molto.
- Vincent O'Brian, interpretato da Erick Torres, doppiato da Tatiana Dessi.[6]
Ha 10 anni ed è il fratello minore di Daisy. È innamorato di Giulietta anche se ha paura che lei possa morderlo. In due episodi Vincent diventerà vampiro; la prima volta sarà nell'episodio 88, dove otterrà il potere di rendere chiunque lui voglia gentile, affettuoso e generoso con un suo fischio; alla fine dell'episodio tornerà normale. Si trasformerà nuovamente in un vampiro negli episodi 101-102 e nell'episodio 117; nell'episodio successivo, però, tornerà normale. Adora i giocattoli, mangiare dolci, guardare la TV e detesta andare a scuola. Ricatta spesso le persone. Nell'ultimo episodio viene trasformato in una mosca per passare nel tombino del Mondo-Vampiro ma alla fine ritornerà nella sua forma umana.
- Giulietta Vladimoff, interpretata da Lala Aguirre, doppiata da Valentina Pallavicino.[6]
È la sorella di Mirco e ha 103 anni. Non appena conoscerà Vincent s'innamorerà di lui e diventerà la sua migliore amica. Il suo potere le permette di attraversare le pareti. Scoprirà di essere la sorellastra di Esmeralda.
- Maria McLaren, interpretata da Linda Lucía Callejas. Doppiata da Anna Cesareni.[6]
È la nonna materna di Daisy e Vincent, ha quasi 700 anni. Può far addormentare chiunque per poi farlo risvegliare quando più le aggrada. Ha i capelli lunghi e neri e odia Barbara, la ex di Dracula, con il quale tornerà.
- Zaira Fangoria, interpretata da Susana Posada, doppiata da Monica Bertolotti.[6]
È la vampira che insegna alla scuola vampira, è innamorata di Mirco e ha 150 anni. È una grande amica di Daisy e di Lucia solo che si ingelosisce particolarmente quando Mirco si mette con Lei. Per un breve periodo ha avuto una relazione con Alejandro. Il suo potere vampiro è di fermare il tempo e riavvolgerlo, ma solo per pochi minuti. Negl'ultimi episodi, Zaira svela agli umani la sua vera identità da vampira.
- Dracula BlackMerMoon, interpretato da Rafael Taibo, doppiato da Massimo De Ambrosis.[6]
È il nonno materno di Daisy e Vincent. Possiede tutti i poteri vampiri e ha avuto una relazione con Barbara, una vampira, con la quale ha avuto una figlia di nome Wendy. Odia per svariate ragioni Ulisse, cosa reciproca. Ha avuto una breve relazione con Caterina, altro motivo per cui Ulisse lo odi. Dracula è un vero e proprio "Don Giovanni", e nella sua vita ha avuto svariate donne, ma l'unica che ha amato davvero è proprio Maria McLaren, madre di sua figlia Ana, e nonna di sua nipote Daisy e di suo nipote Vincent. In seguito, si risposa per la seconda volta con Maria. È molto legato a sua nipote Daisy, e spera che un giorno possa diventare la vampira dei secoli.
- Noelia Pirrman, interpretata da Constanza Hernández, doppiata da Daniela Debolini.[6]
È la dipendente degli O'Brian. Anche lei è un vampiro e possiede il potere della super forza. Alcune volte tradisce gli O'Brian. Si mette con il tassista che l'ha salvata dalla canicola, che si rivede poi, nell'ultimo episodio, nel Mondo-Vampiro.
- Lynette De La Torre, interpretata da Bibiana Navas, doppiata da Patrizia Burul.[6]
È la madre di Max e Belinda. È una donna frivola, ficcanaso, superficiale che guarda solo all'aspetto esteriore. Adora trattamenti, massaggi, trucchi, gioielli e fare shopping, cosa che dà fastidio ad Alvaro. Spesso è isterica. Quando scopre che Alvaro è un vampiro, viene trasformata in uno scarafaggio così quest'ultimo la può portare nel Mondo Vampiro. Nell'episodio 101-102 si trasforma in un vampiro e come potere ha il "super soffio" esce un vento pazzesco dalla sua bocca ogni volta che soffia ma poi ritorna normale.
- Alvaro De La Torre, interpretato da Gustavo Ángel, doppiato da Alessio Cigliano.[6]
È il padre di Max e Belinda. È un chirurgo plastico molto attento all'immagine. Desidera essere single, è disordinato ed è anche un donnaiolo. Fa spesso incontri con gli amici e ha le mani bucate. Nell'episodio 98 viene morso dalla professoressa Pavlova e diventa un vampiro. Il suo potere è ballare la salsa dicendo la parola "zucchero". Da quel momento inizia provare attrazione per Caterina diventando così un altro rivale in amore per Ulisse.
- Caterina Vladimoff, interpretata da Norma Nivia, doppiata da Daniela Calò.
È la madre di Mirko e Giulietta. Compie 400 anni in un episodio. È bellissima, sensuale e con un fisico attraente che mette sempre in risalto; è una madre iperprotettiva nei confronti dei figli. Nonostante l'apparente brutto carattere è molto gentile e premurosa nei confronti dei suoi figli e di Ulisse. In passato, lei e Ana erano migliori amiche, finché non s'innamorarono entrambe di Ulisse e Ana lo morse. Passa la maggior parte del suo tempo con Ulisse, suo socio, del quale è ancora innamorata. Il suo potere è quello di leggere nel pensiero, questo potere, a volte però suscita irritazione. Ha molti pretendenti tra cui Bruno suo ex marito, Alvaro e per un breve tempo anche il Conte Dracula, causanti delle scenate di gelosia di Ulisse e di conseguenza dei suoi continui battibecchi con quest'ultimo, e alla fine della serie capisce che non lo conquisterà mai neanche con qualunque mezzo, e si metterà con Bruno. Nell'ultimo episodio, lei e Ana diventano amiche.
- Benjamin, interpretato da Nik Salazar, doppiato da Gianluca Crisafi.[6]
È un compagno di scuola di Daisy ossessionato dal battere i record. Si fidanza con Marilyn ma la lascia quando scopre che è stata lei a tradire i vampiri.
- Pericle, interpretato da David Carrasco, doppiato da Gabriele Patriarca.[6]
È un compagno di scuola di Daisy. Adora il cibo e si fidanza con Benita.
- Elizabeth Pavlova, interpretata da Maia Landaburu, doppiata da Paola Majano..[6]
È la professoressa di musical della scuola di Daisy. Viene dall'Ucraina ed è una donna impaziente ed esigente, che vuole che tutto vada alla perfezione. Viene morsa nell'episodio 25 da Ismael Morgott, al quale inizialmente lo odia, ma nelle puntate finali si mette con lui. Morde Alvaro nell'episodio 98. Il suo potere è l'elettrocinesi.
- Francisco Agudelo, interpretato da Germán Escallón. Doppiato da Paolo Marchese.[6]
È il direttore della scuola di Daisy, un uomo troppo avido che ama la professoressa Pavlova. È molto goloso dei brownies che prepara la signora Leonor. Il suo hobby è fare l'uncinetto.
- Walescu, interpretato da Jorge Pérez, doppiato da Andrea Lavagnino.[6]
È il capo dei Black Vamp e architetta spesso piani malefici. Ha il potere di imprigionare in una sfera i vampiri. Nell'ultimo episodio attacca in un centro commerciale le persone che erano dentro, facendo capire l'esistenza dei vampiri, e per ciò, quest'ultimi danno la caccia ad essi. Viene poi penalizzato dal Consiglio vampiro che consiste dal custodire bambini vampiri per sempre.
- Isadora Rasmussen, interpretata da Linda Patino, doppiata da Perla Liberatori.[6]
È la cugina di Daisy; è sua la peggiore nemica. Il suo potere è il super udito e fa parte dei Black Vamp. Nell'episodio 74, alla festa di Halloween morde Alejandro, il quale successivamente s'innamora per un breve periodo di lei.
- Leonor Garcés, interpretata da Martha Silva.[6]
È la madre di Marilyn e prepara degli ottimi brownies. È separata, ma poi si fidanza con Adolfo. Spesso si fa manipolare da Marilyn. Nell'ultimo episodio, quando scopre che è stata sua figlia a tradire i vampiri, rimane delusa e la lascia per strada.
- Andrea Corchuelo, interpretata da Alina Lozano. Doppiata da Antonella Alessandro.[6]
È la madre di Alejandro e scrive 24 ore al giorno telenovele. All'inizio non è al corrente della condizione di vampiro del figlio, ma lo scopre alla fine e per ciò, sviene.
- Bruno Vladimoff, interpretato da Alfredo Cuéllar. Doppiato da Patrizio Cigliano.[6]
È il padre di Mirco e Giulietta ed è l'ex marito di Caterina, anche se ha una seconda famiglia con Nora cioè Esmeralda. Nel mondo vampiro è un supereroe soprannominato Vampi-Man. Cercherà di rimettersi con Caterina ma invano, poiché essa è ancora innamorata di Ulisse, con il quale sviluppa una rivalità, ma nell'ultimo episodio torneranno insieme. Odia Dracula perché ritiene che abbia copiato la sua immagine e le sue azioni, inventando così Batman.
- Wendy BlackMerMoon interpretata da Ilenia Antonini. Doppiata da Barbara Pitotti.[6]
È la sorellastra di Ana e ha il potere degli infrarossi. È una famosa stilista nel mondo vampiro ed ha creato il famoso profumo Wendy N°5.
- Barbara, interpretata da Mihaela Girbea doppiata da Eleonora De Angelis.[6]
È l'ex fidanzata di Dracula e madre di Wendy. Ha lo stesso potere di Maria cioè quello di far addormentare chiunque per poi farlo risvegliare quando più le aggrada. È spesso malvagia con Maria. Tranne una volta che si sono alleate contro Dracula vendendo tutti i suoi averi.
- Ismael Morgott, interpretato da Alejandro Arango.[6]
È il bassista della band di Mirco e finisce in carcere per aver morso la professoressa Pavlova contro la sua volontà; poi i due si metteranno assieme. Il suo potere è creare fuoco dalle mani.
- Drago, interpretato da Sebastián Vega.[6]
È il chitarrista e batterista della band di Mirco e il suo potere è di rimpicciolirsi.
- Professor Brown, interpretato da Oskar Salazar Ruiz. Doppiato da Stefano Brusa.[6]
È il professore di Daisy e ama la professoressa Pavlova, ignorando la sua natura di vampira.
- Adolfo Garcés, interpretato da Gastón Velandia, doppiato da Roberto Draghetti.[6]
È il marito di Leonor e padre di Marilyn.

## Episodi
La prima e unica stagione di Chica vampiro ha debuttato il 14 maggio 2013 in Colombia, terminando la propria programmazione il 5 novembre 2013, per un totale di 120 episodi. Il primo episodio in Italia è stato trasmesso in anteprima il 31 ottobre 2013 su Boing, mentre il gran finale è stato trasmesso il 5 maggio 2014. La serie, inoltre, è stata trasmessa in tutta l'America Latina, Spagna, Paesi Bassi, Belgio, Brasile e Polonia e da settembre 2015 anche in Francia.
La serie è disponibile dal 2019 sulla Boing App e Mediaset Play.
Il 6 settembre 2019, l'intera serie è stata resa disponibile su Netflix in Italia.
| Episodio | Titolo in italiano                               | Trama dell'episodio | Prima TV (Colombia) | Prima TV (Italia) |
| -------- | ------------------------------------------------ | --- | ------------------- | ----------------- |
| 1        | Daisy, la ragazza vampiro                        | Una ragazza umana che ha genitori vampiri si trasforma dopo un incidente per salvarsi la vita, ora deve condurre una doppia vita. | 14 maggio 2013      |                   |
| 2        | 1,2,3 Invisibile                                 | Daisy riceve la sua nuova bara, ma non si abitua a essere una ragazza vampira, quindi i suoi genitori insistono perché vada alla scuola dei vampiri appena morsi in modo che impari tutto ciò che ha bisogno di sapere, soprattutto per scoprire qual è il suo potere. |                     |                   |
| 3        | Daisy a digiuno                                  | Max è convinto che Daisy abbia altri sentimenti per Mirco ed è sicuro che abbiano qualcosa, quindi rimprovera Daisy per non avere il coraggio di dirgli che ama qualcun altro. |                     |                   |
| 4        | La festa                                         | Max sogna che Daisy, trasformata in vampiro, cerchi di attaccarlo e morderlo al collo. Terrorizzato, racconta ai suoi amici l'incubo e confessa l'orrore che questi esseri risvegliano in lui. Daisy lo ascolta e se ne va piangendo. |                     |                   |
| 5        | Di che segno sei?                                | Daisy scopre che c'è un famoso astrologo vampiro e decide di andare a trovarla per chiederle se deve dire a Max la verità su ciò che sente e su ciò che è. |                     |                   |
| 6        | La nuova fidanzata di Mirco                      | Max va a trovare Daisy a casa sua e sta per scoprire tutti i prodotti per vampiri che gli O'Brien usano. Maria, senza pensare, dice cose che possono rivelare il loro status di vampiro. |                     |                   |
| 7        | Daisy sotto accusa                               | Max rompe con Daisy quando la vede con Mirco nella sua stanza, sicuro che Daisy gli abbia mentito, ma non ha nemmeno il tempo di spiegare cosa sta succedendo. Maria conforta Daisy e la incoraggia a mordere Max in modo che possano stare insieme. |                     |                   |
| 8        | Daisy nel mondo vampiro                          | Daisy e Max stanno per baciarsi, ma Marilyn arriva e interrompe il momento magico con le sue urla, annunciando che ora è la ragazza di Max. Daisy non riesce a crederci e chiede una spiegazione. |                     |                   |
| 9        | Daisy tra i due mondi                            | Daisy decide di provare la bi-locazione per essere in grado di soddisfare la sua punizione nel mondo dei vampiri e allo stesso tempo stare con Max nel mondo dei mortali. |                     |                   |
| 10       | Un amore segreto                                 | Daisy accetta di sposare Mirco per compiere il suo destino, ma non vuole porre fine alla sua relazione con Max. |                     |                   |
| 11       | Daisy e lo spettacolo di magia                   | Daisy sfugge più volte a Mirco grazie all'uso del suo potere. Mirco, arrabbiato perché Daisy non vuole rispettare il loro patto, cerca di rivelare, durante lo spettacolo, che Daisy e la sua famiglia sono dei vampiri, ma Zaira interviene e salva la situazione. Ulisse minaccia Mirco e questo fa infuriare Catalina che avverte i Vamplocks di cosa sta facendo Daisy O'Brien. I BlackVamp, capitanati da Walescu, minacciano Daisy a scuola ma Ulisse interviene e salva la figlia, facendo ritornare i vampiri nel Mondo Vampiro. Marilyn registra Lucia e Zaira mentre parlano dei «due fidanzati» di Daisy, e coglie l'occasione per raccontare tutto a Max attraverso la radio della scuola. |                     |                   |
| 12       | Daisy, un vampiro in custodia                    | Daisy è condannata a scontare le colpe commesse nel mondo umano. La punizione consiste nel trascorrere due settimane sotto la stretta supervisione di un vampiro modello che le insegni a rispettare le norme della vita dei vampiri. Per sua sfortuna viene affidata a Isadora Rasmusen, vecchia nemica d’infanzia, che la tormenta giorno e notte e le causa problemi anche nella sua relazione con Max. Intanto Mirco escogita un piano per vendicarsi del rifiuto della sua amata. |                     |                   |
| 13       | Il bacio che non ti ho dato                      | Daisy è condannata a scontare le colpe commesse nel mondo umano. La punizione consiste nel trascorrere due settimane sotto la stretta supervisione di un vampiro modello che le insegni a rispettare le norme della vita dei vampiri. Per sua sfortuna viene affidata a Isadora Rasmusen, vecchia nemica d’infanzia, che la tormenta giorno e notte e le causa problemi anche nella sua relazione con Max. Intanto Mirco escogita un piano per vendicarsi del rifiuto della sua amata. |                     |                   |
| 14       | Un'antica malattia                               | Daisy impedisce a Isadora di mordere Max, il campo finisce e quando sono finalmente a casa le orecchie di Daisy diventano appuntite e grandi. Daisy decide di andare a scuola nascondendo ali e orecchie con un cappotto, litiga con Marilyn e lascia cadere la scatola del pranzo che aveva crema d'anatra, ali di pipistrello e sandwich al topo, Belinda la ruba e la dà a Marilyn. Marilyn apre la scatola del pranzo di Daisy e immediatamente urla per attirare l'attenzione di tutti, ma Lucia dice che Marilyn è stata quella che ha messo le cose lì e tutti le credono. Lucia cerca di accogliere le orecchie di Daisy ma poi Belinda entra in bagno e vede le sue orecchie. Le ragazze non hanno altra scelta che legarla e Daisy chiama suo padre per chiedere aiuto. Mirco scopre che Daisy ha la vampirite e vuole aiutarla, ma Catalina non glielo permette. Daisy viene convocata a casa sua dal consiglio dei vampiri, dalla commissione medica dei vampiri e dall'associazione tradizionalista dei vampiri che giungono alla conclusione che la malattia di Daisy non ha cura e deve essere isolata senza contatto con un vampiro per tutta l'eternità. |                     |                   |
| 15       | Daisy e Max, un amore del passato?               | Daisy impedisce a Isadora di mordere Max, il campo finisce e quando sono finalmente a casa le orecchie di Daisy diventano appuntite e grandi. Marilyn apre la scatola del pranzo di Daisy e immediatamente urla per attirare l'attenzione di tutti, ma Lucia dice che Marilyn è stata quella che ha messo le cose lì e tutti le credono. Le ragazze non hanno altra scelta che legarla e Daisy chiama suo padre per chiedere aiuto. Mirco scopre che Daisy ha la vampirite e vuole aiutarla, ma Catalina non glielo permette. |                     |                   |
| 16       | Lo scienziato del secolo                         | La margherita del presente, nel passato ha fatto sì che Daisy del passato stia con Max del passato e non con Marilyn. Nel frattempo Max cerca Daisy e una volta raggiunta la casa vede le orecchie di Ana e sviene. In passato, Ulisse crede di aver trovato la formula contro la vampirite e dà da bere a Daisy. |                     |                   |
| 17       | I due pretendenti di Daisy                       | Belinda si scusa con Max per l'e-mail che lei e Marilyn hanno inviato a Daisy. Nel frattempo, Daisy è furiosa con Max e Mirco, che le dicono di portare i dettagli a casa sua, ma Noelia chiude loro la porta in faccia. Belinda dice a Marilyn che dirà a Daisy la verità sulla posta. |                     |                   |
| 18       | Non vogliono Daisy                               | Lynette è sorpresa nel vedere che Mirco è appeso a un palo nella stanza di Max. Per evitare la situazione, dice alla madre di Max che si tratta di un trattamento per prevenire le rughe. D'altra parte, Marilyn organizza una festa a casa sua ma non lascia entrare Belinda o la migliore amica di Max. Daisy è sorpresa dall'amicizia tra i suoi due amanti e nonostante tutto si sente triste per non essere con l'amore della sua vita. Catalina è molto felice che Ana e Ulises stiano litigando e sta cercando di riconquistare il cuore del suo vecchio amore ottenendo informazioni da sua figlia Julieta, un atteggiamento che al migliore amico di Vicente non piace. |                     |                   |
| 19       | Daisy strega?                                    | Vicente è stanco della lite dei suoi genitori, per questo decide di parlare con loro in modo che possano porre fine alle loro discussioni. Daisy sogna di essere una strega ed è molto spaventata perché i gatti neri la inseguono. Max chiede a Mirco di portarlo a casa. Cosa dirà il vampiro al mortale? Marilyn è sorpresa di vedere che tutto ciò che dice Daisy accade e poiché il soggetto della scuola sono le streghe, gli dice che è una di loro e la minaccia con un crocifisso, una situazione che rende Daisy tesa e mostra le sue zanne ma Zaira si ferma tempo e tornare indietro impedendo che ciò accada. |                     |                   |
| 20       | Daisy nell'aldilà                                | Gli O'Brid sono felici del matrimonio, ma lì scoppia uno scandalo da parte di Catalina per cui è imprigionata proprio come Daisy in prigione Daisy incontra suo nonno: il conte Dracula che ha il potere di diventare chiunque. Lynett vede molte bare entrare nella casa di O'Brian, quindi crede che siano morte, la notizia si diffonde in tutto il quartiere e attraverso la scuola di Daisy. Max è molto triste per quello che è successo e vuole suicidarsi, ma Daisy lo ferma e si danno il primo bacio. |                     |                   |
| 21       | Daisy e la fine di un segreto                    | Mentre Daisy e Max si baciano, Vicente dice a Julieta che è un po' 'impressionante che un vampiro possa baciare un mortale in quel modo, ma lei gli dice che non importa quanta formula prende, lo morderà comunque ed è per questo che Daisy ottiene i suoi occhi rosso e le sue zanne sporgono e quando sta per mordere Max si blocca la mascella. Marilyn rimarrà una notte a casa O'Brian, ma prima sente Ana e Ulises parlare di bare, poi nota la bara di Daisy nella stanza e getta accidentalmente anche le formule di Ulisse. Il giorno successivo Marilyn cerca di scappare dalla casa di O'Brian ma inciampa e versa sangue e tutti gli O'Brian tirano le zanne. |                     |                   |
| 22       | Daisy e Marilyn Vampiamiche?                     | Marilyn con l'aiuto di Vicente riesce a fuggire e gli O'Brian sono preoccupati perché temono che Marilyn dirà a tutti che sono vampiri, così Daisy va a casa di Marilyn e spiega che i vampiri non sono cattivi, da quel momento Marilyn e Daisy diventano VampiFriends. Ma gli O'Brian non sono convinti che Marilyn non conti niente, così iniziano a preparare tutto per partire e cercano di scegliere in quale città andare. Lucia diventa gelosa quando Daisy le dice che lei e Marilyn ora sono vampiri. |                     |                   |
| 23       | Daisy smarrita                                   | Daisy si lascia trasportare dalle influenze di Marilyn e usa il suo potere di invisibilità per rubare vestiti, origliare le conversazioni di altre persone e persino rubare risposte da un test scolastico e quando viene scoperta, ha fallito, Marilyn dice a tutti che rubare l'esame era di Daisy l'idea e lei non c'entrava, quindi Daisy smette di essere amica di Marilyn. |                     |                   |
| 24       | Daisy un vampiro in pericolo                     | Daisy ha paura che Marilyn dirà a qualcuno che gli O'Brian sono vampiri, così mettono insieme un piano, fanno finta che Lucia sia una vampira e Marilyn ci crede e Lucia le dice che se non mantiene il segreto la morderà , quindi Marilyn rimane molto spaventata, quindi chiama un cacciatore di vampiri per sterminarli. |                     |                   |
| 25       | La grande margherita...cacciata                  | Daisy si rende conto che la professoressa Pavlova è scomparsa, quindi iniziano a cercarla per tutta la scuola e lei la trova in bagno spaventata dalle sue zanne e chiede loro chi è stato quello che le ha messo quelle su, quindi Daisy le dice che non è una scherzo e che la sua vita è cambiata completamente e Lucia gli dice che quello che succede è che ora è un vampiro e Pavlova ride ma Daisy, Mirco, Zaira, Draco gli mostra le zanne. |                     |                   |
| 26       | Daisy colpevole o innocente?                     | La madre di Marilyn è molto preoccupata per sua figlia, quindi chiede di essere portata in un manicomio. Gli O'Brian sono invitati ad andare in giudizio senza immaginare che l'imputato sia la loro figlia e Mirco. Belinda propone a Max di invitare Marilyn nella sua rock band, e per riuscirci, Max cerca di conquistare il suo ammiratore con dei fiori mentre finisce con Daisy perché è stanco delle sue invenzioni. |                     |                   |
| 27       | Daisy e la macchina dell'oblio                   | Mirco parla con i suoi amici per far cancellare la memoria di Marilyn con la famosa macchina dell'oblio ma la macchina può portare alcuni effetti collaterali dopo aver cancellato la memoria di Marilyn che credeva di essere un vampiro, quindi Daisy si preoccupa e cerca di spiegare che non è così che stanno le cose ma lei non vede motivo, Max bacia Marilyn di fronte a Daisy perché le dice che ama le ragazze vampiro. |                     |                   |
| 28       | Daisy e Max senza segreti                        | Daisy pensa che a Max piacciano le ragazze vampiro, quindi gli rivela che lo è ma lui non le crede, quindi gli mostra le sue zanne, che non possono essere riflesse negli specchi, la bara nella sua stanza, il laboratorio di Ulisse e anche quello che mangiano e lui ancora non le crede, lei gli dice disperatamente che non sa più cosa fare per fargli credere e lui la porta a casa e le dice che se le porta una rosa e questa appassisce lei è una vampiro e Daisy si emozionano e lui le porta la rosa che appassisce e da quel momento Max non vuole avvicinarsi a Daisy perché ha molta paura. |                     |                   |
| 29       | Dov'è Max?                                       | Max cade in un piccolo ranch ma a causa del forte colpo avvenuto perde la memoria e non ricorda nulla ma la figlia del proprietario del ranch dove è caduto viene ritrovata da Carolina, si innamora di Max, così fa Non vuole tornare con la sua famiglia e lo inganna dicendo che si chiama Ricardo e che è il suo ragazzo. Daisy e Mirco insieme a molti vampiri vanno alla ricerca di Max ma i vampiri vengono fermati tranne Daisy che viene salvata da Dracula che la porta nel posto simile dove si trova Max. |                     |                   |
| 30       | Daisy in soccorso                                | Daisy cerca di riportare Max a casa ma Carolina non lo permette ma quando il proprietario del ranch scopre che sua figlia ha nascosto a Max di farli e quando Max torna a casa tutti cercano di farmi recuperare la memoria, Max colpisce la testa di nuovo e riacquista la memoria, ma dice a Daisy che non possono stare insieme. |                     |                   |
| 31       | Daisy e i suoi vampiri                           | Max dice a Daisy che non possono stare insieme perché è una ragazza molto strana e che è stanco dei suoi via vai. E al momento del concorso Marylin ordina di chiudere la porta e Daisy ei suoi vampiri vengono rinchiusi. |                     |                   |
| 32       | Daisy intrappolata senza via d'uscita            | Durante la presentazione è stato registrato un video del concerto, che evidenzia la partecipazione di Mirco al contest Lo scopriranno nel mondo dei vampiri? Lynette e Álvaro sostengono la proposta pubblicitaria che fanno a Max perché i genitori pensano solo alla quantità di soldi che guadagnerà il loro figlio, Dracula va a casa O'Brian ma non può volare da solo perché si è ubriacato, dice Daisy il mondo dei vampiri, in quel momento Walescu toglie il potere al consiglio dei vampiri e si nomina capo del mondo dei vampiri e Catalina l'ambasciatore del mondo dei mortali, poi chiudono le porte del mondo dei vampiri e ha bisogno di un visto per lasciare che Daisy prova a fare un visto per salire al mondo mortale ma Isadora non glielo permette, mentre nel mondo mortale Ana e Ulisse sono preoccupate perché Daisy non è tornata. Daisy e Max si guardano innamorati ma Marilyn arriva in taxi perché andrà a vivere a casa di Max. Già nel mondo mortale corre a casa e Catalina vuole fermarla ma Nohelia getta le guardie in strada. Già nel mondo mortale corre a casa e Catalina vuole fermarla ma Nohelia getta le guardie in strada. |                     |                   |
| 33       | Daisy vuole essere Regina                        | Daisy è molto arrabbiata perché scopre che Marilyn andrà a vivere a casa di Max e sebbene cerchi di vederlo, il nuovo ospite le impedisce, Walescu scopre che il consiglio dei vampiri ha dei favoritismi per Dracula, quindi vengono cacciati dal potere e che lo nomina come il nuovo presidente del mondo dei vampiri e nomina Catalina come sua ambasciatrice, quindi entrambi vogliono catturare Daisy; Daisy ha aiutato Pavlova a trovare il suo potere; Marilyn e Daisy partecipano a un concorso di bellezza e Daisy vince, ma viene catturata da Walescu e mandata nella prigione del mondo dei vampiri. |                     |                   |
| 34       | Revolutionary Daisy                              | Daisy torna in prigione a causa di Walescu. Dracula avverte il nuovo sovrano del mondo dei vampiri che durerà solo 48 ore durante il regno. Lucia dice a O'Brian che stanno rubando sangue e Daisy per aiutare a scoprire che ha teso una trappola per Walescu e riescono a rimuoverlo dalla sua nuova posizione di Governatore del mondo dei vampiri. Álvaro avverte Lynette che se non porta Marilyn fuori di casa avranno molti problemi, dal momento che l'ammiratore di Max porta solo le spese alla famiglia. |                     |                   |
| 35       | I vampiri li preferiscono mortali                | Mirco minaccia Daisy di mordere Max. Lucia e Daisy prendono in giro perché Marilyn è stata portata via dalla casa di Max. Ulises prova molta gelosia da parte di Dracula, che chiede ad Ana di vivere nel mondo dei vampiri. Max si rende conto che Daisy lo sta spiando, una situazione che infastidisce il mortale e rivendica la ragazza vampira. Dopo che Mirco dice che Zaira morderà Max e gli chiede di andarsene, Giorggina ascolta e dice a Mirco che lo avrebbe morso e Mirco prende i sensi di Max, Giorggina prova a mordere Max, arriva Daisy e dice di non morderlo, che chi lo farà mordere è lei. |                     |                   |
| 36       | Daisy, Marilyn e il nuovo Max: un essere di luce | Max va in vacanza per una settimana ma quando torna diventa un essere di luce, Marilyn è preoccupata perché Max vuole farla finita ma alla fine Max la finisce e chiede a Lucia dove lei potrebbe invitare una ragazza e Lucia pensa che Max si riferisca a Daisy ma non così Max ha una nuova fidanzata, Bridgit, un essere di luce proprio come Max. |                     |                   |
| 37       | La nuova rivale di Daisy                         | Daisy e Marilyn cercano di far separare Max da Bridgit ed entrambe scoprono che Bridgit sta solo fingendo di essere un essere di luce e che in realtà non lo è. Il concorso di musica pop apre un nuovo round in cui tutti i peggiori gruppi devono partecipare Bridgit si unisce al gruppo di Max e Marilyn e scrive una canzone molto brutta, quindi il gruppo di Marilyn perde il concorso, quindi Marilyn e Daisy smascherano Bridgit di fronte a Max e decide di smettere di essere un essere di luce. |                     |                   |
| 38       | Daisy in rovina                                  | Catalina e Walescu saccheggiano il laboratorio di Ulises e rubano la ricetta per la formula, quindi iniziano a prepararla e Ulises non può farli da solo perché anche loro hanno rovinato le macchine, quindi gli O'Brian devono vendere tutto perché in rovina. E si scopre che Walesco schizza le formule, Julieta e Vicente scoprono che la colpevole è la loro madre perché lei riconosce un orecchino che viene lanciato sulla scena del crimine. |                     |                   |
| 39       | Daisy scambia mamma con Max                      | Lynette e Ana appaiono in un reality show per scoprire chi è la migliore mamma. Dopo una settimana, Lynette inizia a parlare male degli O'Brian (tranne Vicente): dice che non fanno il bagno. D'altra parte, la sua famiglia parla bene di Ana. |                     |                   |
| 40       | Le due famiglie di Daisy                         | L'unione tra Max e la famiglia di Daisy diventa ogni giorno più complicata, perché ora devono stabilirsi nelle stanze e condividere le loro cose perché il reality sta misurando la convivenza di ogni famiglia. |                     |                   |
| 41       | Daisy e un piano: non i vicini                   | La situazione di O'Brian non sta migliorando. La famiglia di Max decide di mettere in vendita la casa perché vogliono migliorare la loro qualità di vita. Federico vuole conquistare il cuore di Leonor e per riuscirci, il galante le regala una collana, un'auto e un viaggio ma lei non lo accetta. |                     |                   |
| 42       | Daisy e Max, amore a distanza                    | La famiglia di Max lascia il quartiere e Daisy non vuole accettarlo. Arrivano i nuovi vicini di O'Brian Catalina è gelosa perché, nonostante le difficoltà, Ana e Ulises vivono un idillio e tra loro nasce l'amore. Vicente gioca con il suo nuovo vicino che gli fa i capricci perché non vuole uccidere i gatti e inventa che il fratello di Daisy lo abbia picchiato. Un assistente sociale arriva a casa di O'Brian, María, vedendola, sviene per poter nascondere tutto ciò che ha a che fare con i vampiri. |                     |                   |
| 43       | Daisy e...la casa dell'orrore                    | Dopo l'appuntamento tra Max e Daisy, dice ai suoi genitori che se il suo ragazzo può passare la notte con loro. Quella notte, tutti organizzano un piano per spaventare i nuovi vicini. Daisy chiede aiuto a Lucía e Mirco per raggiungere il suo obiettivo ma il vampiro rifiuta anche se in fondo vuole che i vicini cambino casa in modo che sua madre possa comprare la casa. Lola invece continua a prendersi gioco di Marilyn e questa volta le dice che sta andando a New York, una bugia perché va in campeggio con Federico. |                     |                   |
| 44       | Amore o carriera? Questo è il problema           | Mirco diventa una vera rock star nel mondo mortale, una situazione che sorprende Daisy e motiva di nuovo la gelosia di Max perché proprio in quel momento vuole riprendere la sua carriera di modella. La nonna di Daisy è sorpresa di vedere la sua eterna cotta, Dracula, in televisione. |                     |                   |
| 45       | Daisy e Pierre, il vampiro francese              | Mirco lancia un incantesimo su Max in modo che non senta il bacio di Daisy. Lucia si rende conto che la canzone di Mirco è un plagio. Ana consiglia a Catalina di indossare gli occhiali in modo che possa avere una relazione con un vampiro. Gli O'Brian si preparano a ricevere Pierre che ha il potere di bilocazione. Alejandro vuole confessare il suo amore a Belinda e le dice che è innamorato di una ragazza ma lei pensa che stia parlando di Marilyn. Max dice a Daisy che andrà in Francia con Pierre e Martín. |                     |                   |
| 46       | Daisy alla ricerca di Wendy numero 5             | Daisy e le sue amiche preparano un addio a sorpresa a Max che l'amante non ama perché è dedito al francese, legge poesie in quella lingua e cerca informazioni sul paese. Daisy si preoccupa per l'intensità di Max e inizia a vestirsi come donne francesi e cerca il profumo che le ha consigliato il suo ragazzo, ma prima di scoprire alcune foto con un'altra ragazza sul cellulare, Lynette è gelosa perché Álvaro va molto d'accordo con Ana. Mirco È arrabbiato per non essere stato invitato alla festa di Max. Vicente riesce a entrare in un social network. |                     |                   |
| 47       | La prima vittima di Dracula                      | Max va in Transilvania per cercare Daisy e la trova nel mezzo di un incontro di vampiri e Daisy gli mente dicendo che suo nonno è pazzo e che gli resta un anno da vivere per il quale gli hanno fatto una festa su quel tema. Daisy è preoccupata quando Barbara le ha detto di aver morso Max. |                     |                   |
| 48       | Vampiro per amore di Daisy                       | Max dice a Daisy che ora la sua famiglia l'accetterà. Nel frattempo, Wendy, figlia di Dracula, insegna le regole dell'etichetta O'Brian. Alla fine, Marilyn dice ai suoi amici che li invita a colazione e Pavlova rimprovera Marilyn per il modo in cui è vestita, che sta per cambiare e non paga la colazione. |                     |                   |
| 49       | Daisy, l'eclissi e Max                           | Si sta avvicinando un'eclissi, quindi tutti i vampiri devono essere nel mondo dei vampiri perché le eclissi fanno dei danni sconosciuti ai vampiri ma gli O'Brian lo scoprono all'ultimo minuto, quindi non possono scendere nel mondo dei vampiri perché i confini sono chiusi, quindi non hanno altra scelta che rimanere nel mondo mortale rinchiuso ma Daisy accetta di vedere l'eclissi con Max anche se scappa a casa di Max. |                     |                   |
| 50       | Tutti pazzi per amore                            | Dracula mostra a Noelia dei cioccolatini per far innamorare Maria, Marilyn sente questa conversazione e ne ruba uno. La stessa cosa accade a Max quando Marilyn gli regala uno di quei cioccolatini, il giovane è felicissimo di Pavlova. La comparsa di questi cioccolatini genera diverse situazioni scomode per Daisy, che decide di porre fine alla sua relazione con Max. |                     |                   |
| 51       | Daisy cambia vita                                | Daisy decide di andare a vivere nel mondo dei vampiri poiché è stanca di condurre una doppia vita. Anche così, Ana lo prende e lo dà a Daisy. Quando arriva a casa di zia Carmela, scopre di non essere un vampiro normale. Max, quando capisce quello che gli ha detto Daisy, decide di diventare un monaco e Lineth vuole mandarlo alla scuola militare per vederlo. |                     |                   |
| 52       | Dal Giappone con amore                           | Mirco è felice quando Daisy gli dice se può restare a casa sua e lui accetta ma gli dice che Catalina non poteva sapere che era lì. Max incontra la famiglia O'Brian per capire perché Daisy se ne è andata davvero e Vicente cerca di corromperlo. Max parla con Vicente e gli dice che se gli dà un mese di videogiochi gli darà l'indirizzo di dove si trova Daisy. Lucia e Daisy hanno messo insieme un piano per convincere Max ad andare in Giappone, ma è determinato a partire. Vicente corrompe Lucía per dargli l'indirizzo di dove si trova Daisy. |                     |                   |
| 53       | Daisy e Dracula coinquilini                      | Catalina si arrabbia con Daisy e Mirco per averle disobbedito, dopo questo Daisy va a casa di suo nonno ma lui e Barbara la trattano come una serva. Maria è sconvolta quando scopre che Daisy sta a casa di Dracula. Mirco dice a Max che Daisy li sta usando. Daisy si arrabbia con suo nonno quando non riesce più a sopportare di essere trattata come una serva. Dracula vuole trovare un fidanzato a Daisy ma è già testarda sul fatto che il suo primo corteggiatore sia egocentrico. Daisy scopre che Barbara ha pagato il suo secondo corteggiatore per farla uscire dalla casa di Dracula perché non la sopporta. María va a cercare Daisy e finisce per litigare con Barbara. Barbara sviene Daisy e la nasconde in un petto perché non la sopporta più. |                     |                   |
| 54       | Daisy in Italia                                  | Daisy si sveglia e scopre di essere in Italia ed è commossa dal fatto che chiama suo padre e gli dice che le piace e che rimarrà con una famiglia che ha conosciuto nel mondo dei vampiri. Ana è stanca di dover fare il lavoro di Noelia. Daisy è felice perché può mangiare qualcosa di diverso e indossare abiti più belli. Ulises manda María a negoziare con Noelia per riaverla, ma non funziona. Daisy non è sicura di dover avere un altro fidanzato visto che c'è un ragazzo che è innamorato di lei e quando stanno per baciare Max e Lineth arrivano, così Daisy inizia a dirle che non valeva la pena che andasse a cercarla in Italia perché non ha intenzione di tornare poco prima che Max e sua madre partissero, i nuovi genitori di Daisy arrivano e le dicono che siccome sono suoi amici possono restare. María compra una nuova televisione con i soldi che avrebbero dato a Noelia, ma dice a tutti che l'ha comprata con i suoi risparmi. Max va e mostra a Daisy quanti numeri di telefono ha perché le ragazze lo adorano ma lei si arrabbia e li rompe tutti. Daisy dice a Max di allontanarsi da lei e di accettare che lei non lo vuole più, e poi decide di tornare nel mondo dei vampiri. Noelia decide di tornare a casa. |                     |                   |
| 55       | Daisy diventa parrucchiera                       | Daisy cerca di trovare un lavoro presso il parrucchiere più importante del mondo dei vampiri. Gli O'Brian cercano di accontentare Noelia in modo che rimanga e ci riescano, ma con le loro condizioni. Daisy ha il suo colloquio che va male ma ottiene il lavoro grazie al suo cognome. Ana è nervosa per il nuovo lavoro di Daisy e chiede consiglio a sua madre. Daisy scopre che il proprietario del parrucchiere era il fidanzato di sua madre, dopo questo se ne va e deve occuparsi di Isadora che scopre che lei e Max non stanno più insieme e vuole morderlo, motivo per cui Daisy, che era diventata invisibile e sente l'idea di Isadora, inizia a litigare con lei. Wendy va al lavoro di Daisy per portarle un regalo e dirle che non è arrabbiata con lei per aver combattuto con Isadora, piuttosto che la sostiene perché è insopportabile. La band si riunisce e ora Isadora vuole diventare la cantante, ma il giorno della gara Daisy appare con un nuovo stile e si oppone al suo peggior nemico che canta al suo posto ma Lucia le dice che non dovrebbe essere lì. |                     |                   |
| 56       | Daisy e i suoi due papà                          | Daisy sviene quando c'è la possibilità che Seigh, l'ex fidanzato di sua madre, sia il suo vero padre. Max dice ad Alejandro perché non ha chiesto la mano di sua sorella. Ulises è geloso di Seigh. Ana dice a sua madre di non dire nulla di ciò che le ha detto Daisy o le farà un bagno di acqua santa. Ulises ipnotizza María per dirgli quello che gli ha detto Daisy e lei gli dice tutto, poi va a cercare Ana ma lei non è lì perché è andata nel mondo dei vampiri per affermare a Seigh perché ha detto a sua figlia che lui era il suo vero padre. Daisy va a trovare Ulises e gli dice che ama sia lui che Seigh e lui si arrabbia con lei da quando si prende cura di lei per 16 anni. Max ormai si comporta come un giovane di 70 anni fa, anche Isadora si comporta così per conquistarlo. |                     |                   |
| 57       | Daisy e Max in Argentina                         | Daisy torna a casa. Finisce per decidere che Álvaro parte con Max per Buenos Aires e anche Daisy se ne va così triste. Max va nella sua stanza e incontra Daisy che canta il tango, ma poiché non conosce i testi, pensa che lei si stia prendendo in giro e le chiede per favore di andarsene. A Dracula è piaciuta l'ultima situazione delle sue mogli ma quando si svegliano ricominciano a litigare e lui chiama Daisy per aiutarlo visto che sono insopportabili. Daisy incontra un vampiro in Argentina e la richiama perché Max sta conquistando un'altra ragazza, ma quando Daisy sta per tornare non può volare perché c'è una tempesta. Daisy è già stanca di essere volata da un posto all'altro tutto il giorno, poi chiede consiglio alla sua nuova amica per far ingelosire Max e che si innamora di nuovo di lei, ma lui è follemente innamorato di una ragazza di Buenos Aires e Daisy diventano gelose e dicono al padre della ragazza che il corteggiatore di sua figlia è un truffatore e lui lo butta fuori dal ristorante. Dracula sta per fare un film e va a Hollywood, ma con una ragazza le sue mogli diventano gelose. |                     |                   |
| 58       | Daisy Vampi-poliziotta                           | Marilyn visita Lucia per mostrare la sua relazione con Mirco. Marilyn chiede consiglio a Belinda e Lucia quando Mirco ha l'alitosi. Mirco prova di tutto per tirare fuori le zanne ma va sempre storto. Marilyn porta Mirco fuori di casa. Mirco finalmente cresce le zanne quando Lucia gli mostra il collo. |                     |                   |
| 59       | Daisy contro i cacciatori di vampiri             | Ulises si arrabbia con Max quando urla a Daisy e lo caccia di casa. Daisy ottiene il suo lavoro restituito per aver catturato un vampiro e le viene assegnato un caso molto importante. Daisy si innervosisce quando scopre che la persona che deve catturare è il Grande Oscar e la sua famiglia, così entra in casa sua quando lui se ne va e incontra suo padre e suo figlio, che la prendono e nel momento in cui stanno per guidare un rogo per lui, il giovane si innamora di lei e riesce a fuggire. Daisy racconta al suo capo del piano del Grande Oscar e gli chiede di mandare la sua polizia dei vampiri a vegliare sulla sua casa ma lei rifiuta, dopo questo Daisy torna a casa e racconta alla sua famiglia del piano. Gli O'Brid aspettano il Grande Oscar e si preparano. Vicente fa scappare il suo nuovo fratello dalla famiglia. |                     |                   |
| 60       | Daisy e la serata di gala in famiglia            | |                     |                   |
| 61       | Daisy viaggia nella storia                       | |                     |                   |
| 62       | Il compleanno di Daisy e Vincent                 | |                     |                   |
| 63       | Daisy al Family Sport Day                        | |                     |                   |
| 64       | Nel continente nero...                           | |                     |                   |
| 65       | Daisy a letto con il nemico                      | |                     |                   |
| 66       | Daisy e il combattente Max                       | |                     |                   |
| 67       | Daisy e il nuovo regista                         | |                     |                   |
| 68       | Daisy diventa giornalista                        | |                     |                   |
| 69       | Daisy sul grande scherzmo                        | |                     |                   |
| 70       | Daisy e la demolizione                           | |                     |                   |
| 71       | Daisy Capuleti e Max Montecchi                   | |                     |                   |
| 72       | Come diventare una star                          | |                     |                   |
| 73       | Daisy, un vampiro dal futuro                     | |                     |                   |
| 74       | Daisy e Halloween                                | |                     |                   |
| 75       | Daisy e il nuovo vampiro                         | |                     |                   |
| 76       | Daisy, una cognata esemplare                     | |                     |                   |
| 77       | Daisy trionfa a New York                         | |                     |                   |
| 78       | Daisy e il Rock'n'Roll                           | |                     |                   |
| 79       | Daisy, bugie e video                             | |                     |                   |
| 80       | Un gioco di squadra                              | |                     |                   |
| 81       | Daisy e il giorno dei vampiri                    | |                     |                   |
| 82       | Daisy, Mirco e Vampiman                          | |                     |                   |
| 83       | Il club dei cuori infranti                       | |                     |                   |
| 84       | Daisy nel giorno dell'arte                       | |                     |                   |
| 85       | Daisy e la notte dei canini                      | |                     |                   |
| 86       | Daisy perde la memoria                           | |                     |                   |
| 87       | Daisy contro Marilyn, l'angelo biondo            | |                     |                   |
| 88       | Daisy e l'incredibile Max                        | |                     |                   |
| 89       | Daisy e il video proibito                        | |                     |                   |
| 90       | Daisy e il gran finale                           | |                     |                   |
| 91       | Marilyn, l'ammazzavampiri e...arrivederci Daisy  | |                     |                   |
| 92       | Daisy e la tempesta dei vampiri                  | |                     |                   |
| 93       | Tanti auguri a voi                               | |                     |                   |
| 94       | Daisy, Vincent e fama                            | |                     |                   |
| 95       | Daisy e il suo primo morso                       | |                     |                   |
| 96       | Daisy indipendente dallo shopping                | |                     |                   |
| 97       | Il matrimonio di Dracula                         | |                     |                   |
| 98       | Daisy e il nuovo vampiro                         | |                     |                   |
| 99       | Le Vampi-Angels                                  | |                     |                   |
| 100      | Daisy e il giorno dell'indipendenza dai vampiri  | |                     |                   |
| 101      | Cambiamento di vite                              | |                     |                   |
| 102      | Max, il vampiro di Daisy                         | |                     |                   |
| 103      | Max nel mondo dei vampiri                        | |                     |                   |
| 104      | Un'eredità inaspettata                           | |                     |                   |
| 105      | Max e Daisy cugini?                              | |                     |                   |
| 106      | Donne contro uomini                              | |                     |                   |
| 107      | Daisy e il boss mafioso                          | |                     |                   |
| 108      | Il matrimonio di Daisy                           | |                     |                   |
| 109      | Daisy e la nuvola tossica                        | |                     |                   |
| 110      | Il clone di Daisy                                | |                     |                   |
| 111      | Daisy contro Daisy                               | |                     |                   |
| 112      | Il vampiro è un fantasma                         | |                     |                   |
| 113      | Un vampiro viene alla luce                       | |                     |                   |
| 114      | La sepoltura di Dracula                          | |                     |                   |
| 115      | Daisy non può piangere                           | |                     |                   |
| 116      | Daisy e il nuovo eroe vampiro                    | |                     |                   |
| 117      | Un augurio di compleanno                         | |                     |                   |
| 118      | Catalina decide la fine                          | |                     |                   |
| 119      | I vampiri e l'ondata di caldo                    | |                     |                   |
| 120      | La fine dei vampiri                              | I BlackVamp fanno irruzione in un centro commerciale nel mondo umano, rivelando, oramai, l'esistenza dei vampiri. Gli umani decidono di farla finita con i vampiri e iniziano la caccia in tutto il paese. Il consiglio vampiro dopo tutto quello che è successo, manda il Vampi segnale, cio' significa che tutti i vampiri nel mondo umano devono fare ritorno nel mondo vampiro fin quando gli umani non gli avranno dimenticati. Gli O'Brian iniziano a traslocare, nel frattempo siccome è l'anniversario di Max e Daisy, Max gli chiede di sposarlo, lei accetta ma le dice di doversi trasferire nel Sahara per sempre. Alvaro dice la verita' a Lynette ma lei non gli crede. Alejandro saluta Max e Belinda. Marilyn decide di denunciare i vampiri. La polizia si reca dagli O'Brian , li vede uscire di casa e li segue fino all'entrata del mondo vampiro. Alvaro scappa via di casa nonostante Lynette glielo avesse proibito, lo segue e mentre e per strada investe Alvaro a cui escono i canini. Lynette crede ad Alvaro finalmente. Max si reca a casa di Daisy dicendo di voler partire con loro ma Ulisse lo ferma e lo caccia di casa. Riguardo a Vincent decidono di non morderlo ma di trasformalo in una mosca per farlo entrare nel mondo vampiro. I genitori di Daisy e Noelia vengono arrestati e vengono portati davanti a tutti gli umani durante una protesta contro i vampiri. Lucia scioccata chiama Daisy dicendole che hanno arrestato i suoi genitori.Nella folla della protesta ci sono anche quelli della scuola tra cui Max, Marilyn, Alejandro, Belinda, Pericle, Benjamin e Lucia. Daisy arrivata sul posto interviene immediatamente e rivela a tutti la sua identita' di vampira e dei suoi poteri. Molti vampiri si fanno avanti rivelando la propria identita' tra cui Alejandro, Alvaro, Mirco e il gruppo dei vampiri, La Pavlova... sono tutti scioccati. Arriva Dracula e con un'uscita teatrale fa scomparire tutti. Daisy rimane li, saluta Max e vola via. Max e Belinda sono rimasti soli, arriva Daisy e porta via Max volando, Belinda rimasta sola è disperata piange. Arriva Marilyn con sua mamma che le dice di vivere con lei, arriva Benjamin e Pericle e Benjamin dice che ha battuto un record. Sono tutti felici ma Marilyn rivela di aver denunciato i vampiri e viene lasciata sola per strada. Super Vamp andando a mordere Lucia viene tentato dalla mamma di Lucia e la morde, lei lo caccia. Mirco le promette di morderla prima o poi. Ormai sono tutti nel mondo vampiro felici, Walescu viene condannato alla pena massima. Dracula sciaccia Vincent pensando fosse una mosca e lui caccia l'aglio quando viene trasformato di nuovo in umano. La Pavlova si mette insieme a Ismael Morgott. Daisy alle fine, morde Max perché lui gli dice di voler stare insieme a lei per l'eternita'. |                     |                   |

## Nome della telenovela nel mondo
Chica Vampiro è il titolo originale della telenovela che viene utilizzato in America Latina, Spagna, Portogallo, Italia, Paesi Bassi, Belgio, Brasile e Francia, mentre in Polonia va in onda con il titolo Chica Vampiro: Nastoletnia wampirzyca.

## Vampitour
Dato il successo della serie in Italia il 1º agosto 2014 è stato annunciato un tour di concerti con Greeicy Rendón, Santiago Talledo, Eduardo Perez e Lorena García. Chiamato ufficialmente "Vampitour". Le prime tappe annunciate sono state quelle a Milano, Bologna, Torino e Firenze. Dal 10 agosto vengono aggiunte delle nuove tappe a Roma e a Napoli. E dal 15 settembre anche a Genova e a Lecce. Oltre a il cast ufficiale sono stati aggiunti anche 6 ballerini per accompagnare gli attori protagonisti in tour: Max Francese, Gabriele Chiesa, Antonio Catalano, Jessica Folino, Giulia Martone e Carola Casula. Inoltre tutte le foto e i video dell'evento si possono trovare sul sito https://web.archive.org/web/20151118104012/http://vampitour.it/.

## Media
In Italia sono presenti vari gadget della serie: abbigliamento, accessori, figurine, materiale scolastico e molto altro.
Dal 18 settembre 2014 sono disponibili in tutte le librerie d'Italia i primi tre libri sulla serie: "Tutti i segreti di Chica Vampiro", "Max e Daisy la nostra storia" e "Chica Vampiro style book". Mentre dal 7 ottobre 2014 è in vendita in tutti i negozi di dischi d'Italia il CD "Chica Vampiro le canzoni" che contiene tutte le canzoni della serie.
L'attrice che interpreta Daisy (Greeicy Rendon) è una cantante pop